# Nemateleotris

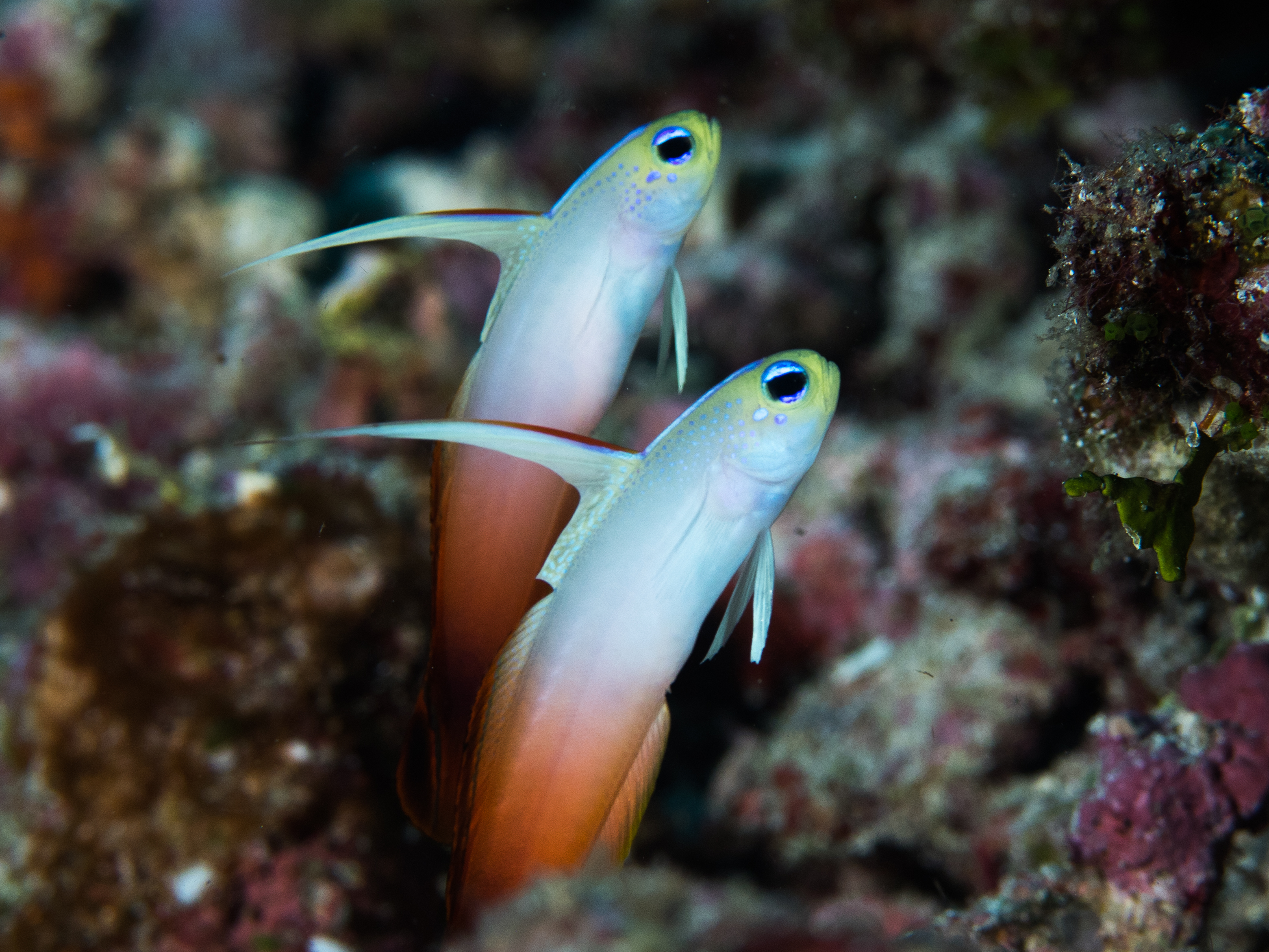
Nemateleotris magnifica, Morotai

Nemateleotris Fowler, 1938 è un genere di pesci d'acqua salata appartenenti alla famiglia Microdesmidae.

## Distribuzione e habitat
I Nemateleotris sono specie tropicali diffuse nell'oceano Indiano e nell'oceano Pacifico.

## Descrizione
Una caratteristica distintiva di questi microdesmidi è la prima pinna dorsale, i cui primi due raggi sono molto più lunghi dei seguenti; movimenti rapidi di essa e delle pinne pelviche sono utilizzati per segnalare allarme.
Presentano un corpo allungato e privo di linea laterale; non superano i 10 cm. Le pinne pettorali sono trasparenti e di una lunghezza pari alle pinne pelviche. La pinna caudale può essere arrotondata, tronca o appena lobata, mai forcuta.
A differenza di altri generi di microdesmidi come Ptereleotris, le scaglie sono cicloidi solo nella parte anteriore del corpo, diventando ctenoidi in seguito. Questa è una caratteristica che hanno in comune con il genere Navigobius.

## Tassonomia
In questo genere sono riconosciute quattro specie.
- Nemateleotris decora
- Nemateleotris exquisita
- Nemateleotris helfrichi
- Nemateleotris magnifica